# Махинджаури
Махинджау́ри (груз. მახინჯაური) — бывший посёлок городского типа в Хелвачаурском муниципалитете АР Аджария в Грузии. 1 января 2013 года вошёл в черту города Батуми.
В посёлке расположена одноимённая железнодорожная станция, до открытия Батуми-Пассажирской бывшая главным железнодорожным вокзалом Батуми.
Статус посёлка городского типа с 1959 года.
В Махинджаури находится климато-бальнеологический курорт.

## Население
| 1970 | 1979 | 1989 | 2002 |
| ---- | ---- | ---- | ---- |
| 4421 | 2768 | 3702 | 3400 |

## Известные уроженцы
- Исрафил Кемалович Джинчарадзе — Герой Советского Союза.